# Кооперативность
Кооперативность — биохимическое явление, характерное для ферментов или рецепторов, которые имеют множественные сайты связывания. Также явление кооперативности отмечено для больших молекул, имеющих многие идентичные субъединицы (ДНК, белки, фосфолипиды), в момент, когда происходят фазовые переходы — плавление, разворачивание, расплетание.
Когда субстрат связывается с активным центром одной субъединицы фермента, остальные субъединицы активируются. Лиганды могут иметь некооперативный, положительный или отрицательный кооперативный эффект.
Примером положительной кооперативности может служить связывание кислорода гемоглобином.
Отрицательная кооперативность означает противоположное — в момент связывания лиганда белком аффинность белка к лиганду снижается. Примером может служить взаимодействие между глицеральдегид-3-фосфатом и ферментом глицеральдегид-3-фосфат-дегидрогеназой.
Кооперативность, явление кооперативности — такие изменения состояния системы, взаимодействие элементов которой усиливается с течением процесса изменения так, что существенно ускоряет его ход в целом (положительная кооперативность). Таким образом, сила взаимодействия атомов или молекул возрастает по мере нарастания изменений в системе, делая их коллективно согласованными. Кооперативность нельзя объяснить простым сложением свойств отдельных атомов и молекул, её природа — в кооперации элементов системы, в результате которой система ведет себя как единый ансамбль, подчиняющийся определенному закону изменения.
Ральф Фаулер впервые применил термин «кооперативные переходы».